# Potentia (Lucània)
Potentia (grec antic: Ποτεντία) va ser una ciutat de l'interior de Lucània a la vall del Casuentus (Basiento) no lluny del seu naixement i a uns 90 km del golf de Tàrent.
És esmentada per diversos autors (Plini el Vell i Claudi Ptolemeu) com un municipi de Lucània però sembla que mai no va ser una ciutat molt destacada, si bé durant l'Imperi, pel nombre d'inscripcions trobades, si que devia tenir una certa importància. Els Itineraris parlen de dues vies que passaven per Potentia, una que anava de Venusia cap al sud, cap a Grumentum i Nerulum i una altra que des de Salern continuava en direcció a Tàrent.
Correspon a la moderna Potenza a la Basilicata, situada no gaire lluny de l'antiga ciutat, les restes de la qual es poden veure a La Murata a una vall propera a la ciutat.